# Doigté
 (juin 2024).
Si vous disposez d'ouvrages ou d'articles de référence ou si vous connaissez des sites web de qualité traitant du thème abordé ici, merci de compléter l'article en donnant les références utiles à sa vérifiabilité et en les liant à la section « Notes et références ».

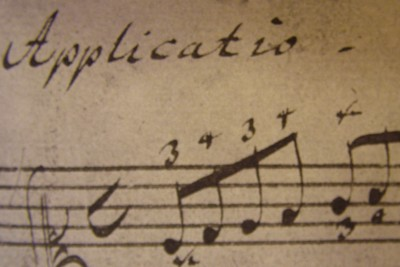
Partition autographe de J.S.Bach avec doigté (Applicatio en ut majeur, BWV 994)

En musique, le doigté est un code de chiffres qui indique les doigts à utiliser dans le jeu de certains instruments. Il peut être éventuellement indiqué par le compositeur dans la partition originale, par l'éditeur dans la version imprimée. En général, cependant, ce doigté est indiqué ou par l'interprète qui inscrit ainsi les positions qui correspondent le mieux à ce qu'il désire comme phrasé ou à sa morphologie. 

## Description

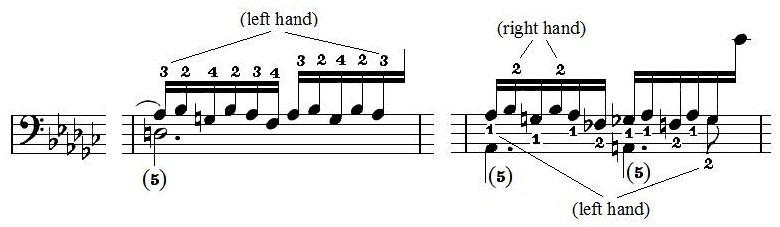
Doigté pour le piano dans une étude de Chopin

### Pour les instruments à cordes

#### instruments à cordes frappées (piano)
Au piano, les doigts sont numérotés de 1 à 5, le pouce (doigt fort) étant le no 1, et l'auriculaire (doigt faible) le no 5.
Le doigté consiste en l'art de choisir quel doigt jouera quelle note dans un passage donné. Un bon doigté permet à l'interprète de jouer un passage le plus confortablement possible, permettant ainsi d'interpréter ce passage comme il le désire avec la plus grande aisance. Le doigté dépend donc énormément de la physionomie de la main de l'interprète. 
Debussy ne met d'ailleurs pas de doigté dans la musique qu'il édite. Comme il le dit dans la préface de ses douze études pour piano, c'est à l'interprète de découvrir quel doigté lui convient le mieux et non pas à l'éditeur d'influencer de quelque façon que ce soit le jeu du pianiste par un doigté suggéré.
Chopin, par contre, prescrit certains doigtés car ils utilisent selon lui des caractéristiques particulières à chaque doigt. Il recommande les doigtés non seulement pour la facilité d'exécution, mais aussi en tant qu'aide à produire certaines qualités de timbre et de son. Toutefois, ses doigtés sont considérés comme non-orthodoxes, et sont probablement influencés par le fait qu'il ait joué également de l'orgue.

#### Instruments à cordes frottées
Sur les instruments à cordes frottées tels que violon ou violoncelle, les doigts de la main gauche sont numérotés de 1 à 4 et l'absence de pression du doigt (la corde à vide) est notée 0. Le pouce n'est généralement pas utilisé sur la touche (sauf pour la guitare jazz ou folk, et très rarement la guitare classique) sauf dans la technique moderne du violoncelle qui fait un usage important de ce doigt posé en travers des cordes : le pouce est alors noté Ϟ.

#### Pour les instruments à cordes pincées
Pour les instruments à cordes pincées, les doigts de la main droite sont désignés par différents systèmes: soit l'initiale du doigt (p pour pouce, i pour index, m pour majeur, a pour annulaire et parfois - ce doigt étant très rarement utilisé - e pour auriculaire), soit par un système de points (index : 1 point, majeur 2 points, annulaire 3 points) et de barre pour le pouce.

### Pour les instruments à vent
Pour les instruments à vent, la représentation graphique d'un doigté indique quels trous doivent être obturés ou quelles clefs actionnées.